# Den sovende sigøjner
Den sovende sigøjner (fransk: La Bohémienne endormie) er et oliemaleri fra 1897 af den franske naivistiske kunstner Henri Rousseau.
Maleriet forestiller en sigøjner-kvinde, der sover i orientalske klæder. Kvinden holder en stok i hånden og har et strengeinstrument og en vase ved sin side. Over kvinden står en løve, der nysgerrigt betragter kvinden. Løven har noteret kvindens tilstedeværelse, men fremstår ikke truende. Månen i billedet viser, at det er nat. Billedet er holdt i klare og distinkte farver. 
Rosseau lod maleriet udstille første gang på udstillingen Salon des Indépendants og forsøgte herefter uden held at sælge maleriet til borgmesteren i Rousseaus hjemby. Maleriet blev siden solgt til en parisisk trækuls-grossist, der havde værket i privat eje indtil 1924. Det blev herefter opdaget igen af kunstkritikeren Louis Vauxcelles og er i dag ejet af Museum of Modern Art i New York.
Maleriet har været inspiration inden for kunst og musik, og har ofte været modficeret og parodieret. Billedet indgik i en episode af The Simpsons i 1999 "Mom and Pop Art”, hvor Homer Simpson drømte, at han vågnede op inde i billedet. 

## Eksterne links
- Beskrivelse af maleriet på MoMA's hjemmeside Arkiveret 23. oktober 2012 hos  Wayback Machine